# Буттиджич, Пит
Пи́тер Пол Монтго́мери Бу́ттиджич, также Буттеджадж (англ. Peter Paul Montgomery Buttigieg; род. 19 января 1982, Саут-Бенд, штат Индиана, США) — американский политический и государственный деятель, министр транспорта США с 3 февраля 2021 по 20 января 2025 года. Член Демократической партии. Первый в истории открытый гомосексуал, являющийся членом Кабинета США. Лейтенант военно-морской разведки США (2014). 
Родился в Индиане. Окончил с отличием Гарвардский университет (бакалавр истории, 2004) и Оксфордский университет (бакалавр философии, политики и экономики, 2007). В 2007—2010 годах работал консультантом в консалтинговой корпорации McKinsey & Company. В 2011 году, в возрасте 29 лет, победил на выборах мера городка Саут-Бенд, и с 2012 по 2020 год находился на этом посту, где привлек внимание СМИ. В 2014 году, находясь в запасе армии США, служил в Афганистане в военно-морской разведки США, где дослужился до лейтенанта. 
Был одним из кандидатов от Демократической партии на президентских выборах 2020 года, где набрал высокие результаты: пятое место в итоговом праймериз и победу в штате Айова. Снялся в пользу Джо Байдена, который после победы на выборах в ноябре 2020, назначил его министром транспорта США. Находясь на посту с 2021 года, инициировал крупный пакет финансовой стимуляции инфраструктуры США. В 2025 году ушёл в отставку в связи с уходом администрации Байдена.

## Биография

### Ранние годы
Родился в Саут-Бенде, штат Индиана. Мать — Дженнифер Энн Монтгомери, отец — Джозеф Буттиджич. Его отец — иммигрант с Мальты. Его мать выросла в Южном Иллинойсе в семье военного.

### Образование
В 2004 году с особым отличием (magna cum laude) окончил Гарвардский университет, где изучал историю и литературу. Он был президентом Студенческого консультативного комитета Гарвардского института политики и работал над ежегодным исследованием отношения молодёжи к политике, проводимым институтом. Он написал свою дипломную работу под названием «Путешествие тихого американца в дикую местность», посвящённую влиянию пуританства на внешнюю политику США, отраженному в романе Грэма Грина «Тихий американец». Был избран членом общества Phi Beta Kappa.
Получил стипендию Родса для учебы в Оксфордском университете. В Оксфорде он был редактором Oxford International Review. В 2007 году получил степень бакалавра искусств с отличием первого класса по философии, политике и экономике после учёбы в колледже Пембрук.

### Работа и военная служба
Принимал участие в различных политических кампаниях. Он стажировался у демократа Джилл Лонг Томпсон во время ее неудачной попытки баллотироваться в Конгресс в 2002 году. После колледжа работал над Президентской кампанией Джона Керри в 2004 года в качестве специалиста по политике и исследованиям в течение нескольких месяцев в Аризоне и Нью-Мексико.
С 2007 по 2010 год работал стратегическим консультантом в консалтинговой фирме McKinsey and Company.
С 2009 по 2017 год состоял в Военно-морском резерве США как офицер разведки, где получил звание лейтенанта. Находясь в должности мэра, в течение своего семимесячного отпуска в 2014 году служил в Афганистане на авиабазе Баграм. Его служба была связана в основном с анализом данных в области изучения и пресечения финансирования террористических операций.
Буттиджич полиглот, он в разной степени владеет восемью иностранными языками: мальтийским, дари, норвежским, фарси, испанским, итальянским, арабским и французским.

### Политическая карьера
В 2011 году был избран мэром Саут-Бенда, в 2015 году был переизбран и работал в этой должности до 2020 года. Во время пребывания на посту мэра имел широкую поддержку. Его реформы стимулировали экономический рост и инвестиции. Является обладателем премии GovFresh Awards 2013 в номинации «Мэр года», вручаемую за инновации и новаторство в области государственного управления, которую разделил с Майклом Блумбергом.
В январе 2019 года объявил о намерении выдвинуть свою кандидатуру на пост президента Соединенных Штатов на выборах 2020 года от Демократической партии. Официально о своей кампании он объявил 14 апреля 2019 года. Политическая платформа Буттиджича включает в себя поддержку общедоступного здравоохранения, защиты окружающей среды, диалога и сотрудничества между Демократической партией и профсоюзами, ужесточение законодательства о покупке огнестрельного оружия, принятие федерального законодательства, запрещающего дискриминацию на работе в отношении ЛГБТ-людей, борьбу с неравенством и бедностью. Буттиджич считается первым в истории кандидатом на пост президента США из поколения «миллениалов».
3 февраля 2020 года победил на первых праймериз Демократической партии США в штате Айова. 1 марта 2020 года объявил о прекращении участия в президентской кампании.
15 декабря 2020 года избранный президент Джо Байден объявил о выдвижении кандидатуры Буттиджича на должность министра транспорта в формируемом им кабинете.

### Государственная деятельность
Победивший на президентских выборах Джо Байден предложил Питу Буттиджичу стать министром транспорта в его администрации. Это первый случай в истории США, когда пост министра президент страны предложил открытому гею, и Сенат утвердил его кандидатуру. 2 февраля 2021 года он был утверждён в должности после голосования в Сенате США. За его кандидатуру проголосовали 86 сенаторов, против — 13.

## Личная жизнь
Будучи сыном католика (бывшего иезуита) и протестантки, Пит является прихожанином Епископальной церкви. Как он часто отмечает, его вера оказала на него сильное влияние. Он был крещён как католик в младенчестве в знак уважения к своим строгим религиозным мальтийским родственникам и учился в католической школе, но со времени учёбы в университете посещает протестантскую церковь.
Буттиджич играет на гитаре и фортепиано. В 2013 году выступал с симфоническим оркестром Саут-Бенда в качестве приглашённого солиста фортепиано.
В июне 2015 года во время интервью газете South Bend Tribune Буттиджич объявил, что он гей. В декабре 2017 года Буттиджич объявил о своей помолвке с Частеном Глезманом, учителем средней школы, с которым Буттиджич встречался с августа 2015 года. 16 июня 2018 года была проведена закрытая церемония в соборе Святого Иакова, на которой они вступили в брак. На настоящий момент пара живёт в том же районе Саут-Бенда, где рос Пит.
3 сентября 2021 года Питт Буттиджич опубликовал фото с мужем и двойняшками — девочкой и мальчиком. «Мы с Честеном безмерно благодарны за все добрые пожелания, полученные с тех пор, как впервые сообщили новость о том, что мы станем родителями. Мы рады приветствовать в нашей семье Пенелопу Роуз и Джозефа Августа Буттиджич», — написал он.

## Критика
Известный своими консервативными взглядами популярный радиоведущий Раш Лимбо усомнился в его «моральных качествах» и заявил, что вряд ли американцы готовы избрать гея, «открыто целующего своего мужа». Буттиджич ответил: «Странно, что такие люди как Раш Лимбо или Дональд Трамп читают кому-то лекции о семейных ценностях. Первый был женат четырежды, второй — трижды, кроме того, отличительной особенностью моего брака является то, что мне никогда не приходилось платить за молчание порнозвезде после супружеской измены». Вице-президенту Майку Пенсу министр ответил на претензии гомофобного характера: «Если у вас проблема с тем, кто я, это не ко мне: ваши претензии, сэр, к моему создателю».